# Рех
Рех (нім. Rech) — громада в Німеччині, розташована в землі Рейнланд-Пфальц. Входить до складу району Арвайлер. Складова частина об'єднання громад Альтенар.
Площа — 4,69 км2. Населення становить 553 ос. (станом на 31 грудня 2020).